# Dłużec (Basse-Silésie)
Pour les articles homonymes, voir Dłużec.
Dłużec est une localité polonaise de la gmina et du powiat de Lwówek Śląski en voïvodie de Basse-Silésie.